# Хёфлер, Николас
Николас Хёфлер (нем. Nicolas Höfler; 9 марта 1990, Иберлинген) — немецкий футболист, полузащитник клуба «Фрайбург».

## Биография
Николас Хёфлер является воспитанником футбольной школы клуба «Фрайбург». С 2008 года футболист выступал за вторую команду в Региональной лиге. В 2010 году Хёфлер был переведен в первую команду. Но для набора игровой практики два сезона футболист провел в аренде в клубе Второй Бундеслиги «Эрцгебирге Ауэ».
После возвращения из аренды летом 2013 года Хёфлер занял постоянное место у центра полузащиты команды. В августе 2013 года Хёфлер дебютировал в турнире Бундеслиги. В начале 2020 года Хёфлер продлил контракт с «Фрайбургом» и стал игроком, который дольше всего играет в команде, проведя уже более 200 официальных матчей.